# ディルク・バンティヘルト
ディルク・バンティヘルト（ラテン語: Dirk Van Tichelt、1984年6月10日 - ）は、ベルギーのアントウェルペン出身の男子柔道家。身長173cm。

## 来歴
柔道は7歳の時に始めた。2008年北京オリンピックでは5位になった。2009年の世界選手権では3位になった。ロンドンオリンピックでは2回戦で敗れた。2013年の世界選手権でも準決勝で大野将平に大外刈で敗れたが3位となった。2016年のリオデジャネイロオリンピックでは準決勝で大野に巴投げで技ありを取られた後、背負投で有効を取られ、さらに巴投げで一本負けして完敗したが、敗者復活戦を勝ち上がって銅メダルを獲得した。試合後に浮かれ気分で練習パートナーとコパカバーナ海岸へ繰り出したところ、練習パートナーが強盗に携帯電話を奪われたので追いかけると、逆に強盗に顔面パンチを喰らった。当初、女の強盗に殴られたとの報道もなされたが、警察によれば殴ったのは間違いなく男の強盗だったという。

## 主な戦績
- 2006年 - フランス国際　3位
- 2006年 - U23ヨーロッパ選手権　2位
- 2008年 - ドイツ国際　2位
- 2008年 - ヨーロッパ選手権　優勝
- 2008年 - 北京オリンピック　5位
- 2009年 - グランプリ・ハンブルク　3位
- 2009年 - グランプリ・チュニス　3位
- 2009年 - グランドスラム・モスクワ　2位
- 2009年 - グランドスラム・リオデジャネイロ　優勝
- 2009年 - 世界選手権　3位
- 2009年 - グランプリ・アブダビ　優勝
- 2009年 - グランプリ・青島　2位
- 2009年 - グランドスラム・東京　5位
- 2010年 - グランプリ・チュニス　3位
- 2010年 - グランドスラム・リオデジャネイロ　3位
- 2010年 - グランドスラム・東京　3位
- 2011年 - グランプリ・デュッセルドルフ　優勝
- 2011年 - グランドスラム・モスクワ　3位
- 2011年 - 世界選手権　7位
- 2011年 - グランドスラム・東京　3位
- 2012年 - ワールドマスターズ　5位
- 2012年 - グランプリ・青島　優勝
- 2012年 - グランドスラム・東京　5位
- 2013年 - グランプリ・マイアミ　優勝
- 2013年 - パンナムオープン・サンサルバドル　優勝
- 2013年 - グランドスラム・モスクワ　優勝
- 2013年 - 世界選手権　3位
- 2014年 - 世界選手権　7位
- 2014年 - グランプリ・青島　2位
- 2014年 - グランプリ・チェジュ　3位
- 2015年 - ヨーロッパ競技大会　3位
- 2015年 - グランプリ・チェジュ　2位
- 2016年 - リオデジャネイロオリンピック 3位

(出典、JudoInside.com)。